# Casamento infantil
Casamento infantil, segundo a definição da UNICEF, é o casamento formal ou união informal antes da idade de 18 anos. O casamento infantil é comum na história humana. Atualmente os casamentos ainda na infância são bastante difundidos em certas partes do mundo, especialmente na África, Sul da Ásia, Sudeste e Leste da Ásia, Oeste da Ásia, América Latina, e Oceania. As taxas de incidência de casamento infantil vêm caindo em muitas partes do mundo. Os cinco países com as maiores taxas observadas de casamentos de crianças no mundo, com idade inferior a 18 anos, são Niger, Chade, Mali, Bangladesh e Guiné. Os três principais países com taxas de mais de 20% de casamentos em idade inferior a 15 anos são o Níger, Bangladesh e Guiné.

## História
Nas sociedades antigas e medievais, as meninas poderiam ser noivas antes ou durante a puberdade. Na Grécia, o casamento e a maternidade precoces para as meninas eram incentivados. Mesmo os meninos eram esperados se casar antes de chegarem à idade de 18 anos. Com uma expectativa média de vida para os seres humanos em todo o mundo entre 40 e 45 anos, os casamentos e a maternidade ainda no início da adolescência eram típicos. Na Roma antiga,as meninas se casavam antes dos 12 anos e os meninos a a partir dos 14 anos. Na Idade Média, sob as leis civis inglesas que eram derivadas das leis romanas, era comum o casamento antes dos 16 anos e na China Imperial, o casamento infantil era norma.
Friedman afirma que "organizar e contrair casamento de uma jovem eram as prerrogativas indiscutíveis de seu pai no antigo Israel". A maioria das meninas se casavam antes da idade de 15 anos, geralmente no início de sua puberdade.
A maioria das religiões, ao longo da história influenciou a idade de casar. Por exemplo, a lei eclesiástica cristã proibia o casamento de uma menina antes da idade da puberdade. As escrituras hindus védicas determinou a idade de casamento para meninas para a "idade adulta" que definiram como três anos após o início da puberdade. Estudiosos e rabinos judeus fortemente desencorajado casamentos antes do início da puberdade.
Alguns estudiosos islâmicos têm sugerido que não é um número que importa, a idade de casar pelas leis religiosas do Islã é a idade em que os guardiões da menina sentem que ela chegou a maturidade sexual. A determinação da maturidade sexual é uma questão de julgamento subjetivo e há uma forte crença entre a maioria dos muçulmanos e acadêmicos, com base na Sharia, que se casar com uma menina de menos de 13 anos de idade é uma prática aceitável para os muçulmanos.

## Causas de casamento infantil

### Dote e compra de noiva
O dote são os bens ou propriedades dos pais distribuídos a uma filha em seu casamento, em vez de depois da morte dos pais. Esta tem sido uma prática antiga, mas muitas vezes um desafio econômico para a família da noiva. A dificuldade em economizar e preservar a riqueza para o dote era comum, especialmente em tempos de dificuldades econômicas, perseguições, ou a apreensão imprevisível da propriedade e e economias por taxas discriminatórias, tais como a Jizya. Estas dificuldades pressionavam as famílias a desposarem suas filhas, independentemente da sua idade, assim que tivessem recursos para pagar o dote. Assim, Goitein nota que os judeus europeus casam suas filhas mais cedo, uma vez que já tivessem coletado a quantidade esperada para o dote.
Preço da noiva é o preço pago pelo noivo aos pais para se casar com sua filha. Em alguns países, quanto mais jovem a noiva, mais alto será o seu preço. Esta prática cria um incentivo econômico onde as meninas são procuradas e se casam cedo com o membro da família que deu o maior lance. Os casamentos infantis de meninas é uma forma de condição de desespero econômico, ou simplesmente uma fonte de renda para os pais. Preço da noiva é outra causa do casamento infantil e do tráfico de crianças.

### Perseguição, migração forçada e escravidão
Convulsões sociais como guerras, grandes campanhas militares, conversões forçadas, ter nativos como prisioneiros de guerra e convertê-los em escravos, a prisão e a migração forçada de pessoas muitas vezes tornam um noivo adequado uma mercadoria rara. As famílias da noiva procuravam quaisquer solteiros disponíveis para casá-los com suas filhas, antes de eventos além de seu controle levarem o pretendente. A perseguição e deslocamento dos ciganos e dos judeus na Europa, as campanhas coloniais para obter escravos de várias etnias da África Ocidental através do Atlântico para colônias e plantações, as campanhas Islâmicas para obter escravos hindus da Índia no Afeganistão como propriedade e para o trabalho, foram alguns dos eventos históricos que contribuíram com o aumento da prática do casamento infantil antes do século XIX.
Um relatório do New York Times e outros estudiosos afirmam a origem dos casamentos infantis na Índia para ser devido a Conquista muçulmana no subcontinente indiano que começou há mais de 1.000 anos atrás. Os invasores estupravam meninas hindus solteiras ou a levava como espólio, o que levou as comunidades hindus, a casaram suas filhas cedo para protegê-las. Da mesma forma, entre as comunidades dos judeus sefarditas, os casamentos infantis tornaram-se frequentes a partir do século X até ao século XIII, por causa da invasão muçulmana e dominação da Espanha. Esta prática se intensificou após a comunidade judaica ser expulsa da Espanha e se reassentaram no Império Otomano. Os casamentos de crianças entre os sefarditas orientais continuou ao longo do século XIX em regiões de maioria islâmica.

### Medo, pobreza e pressões sociais

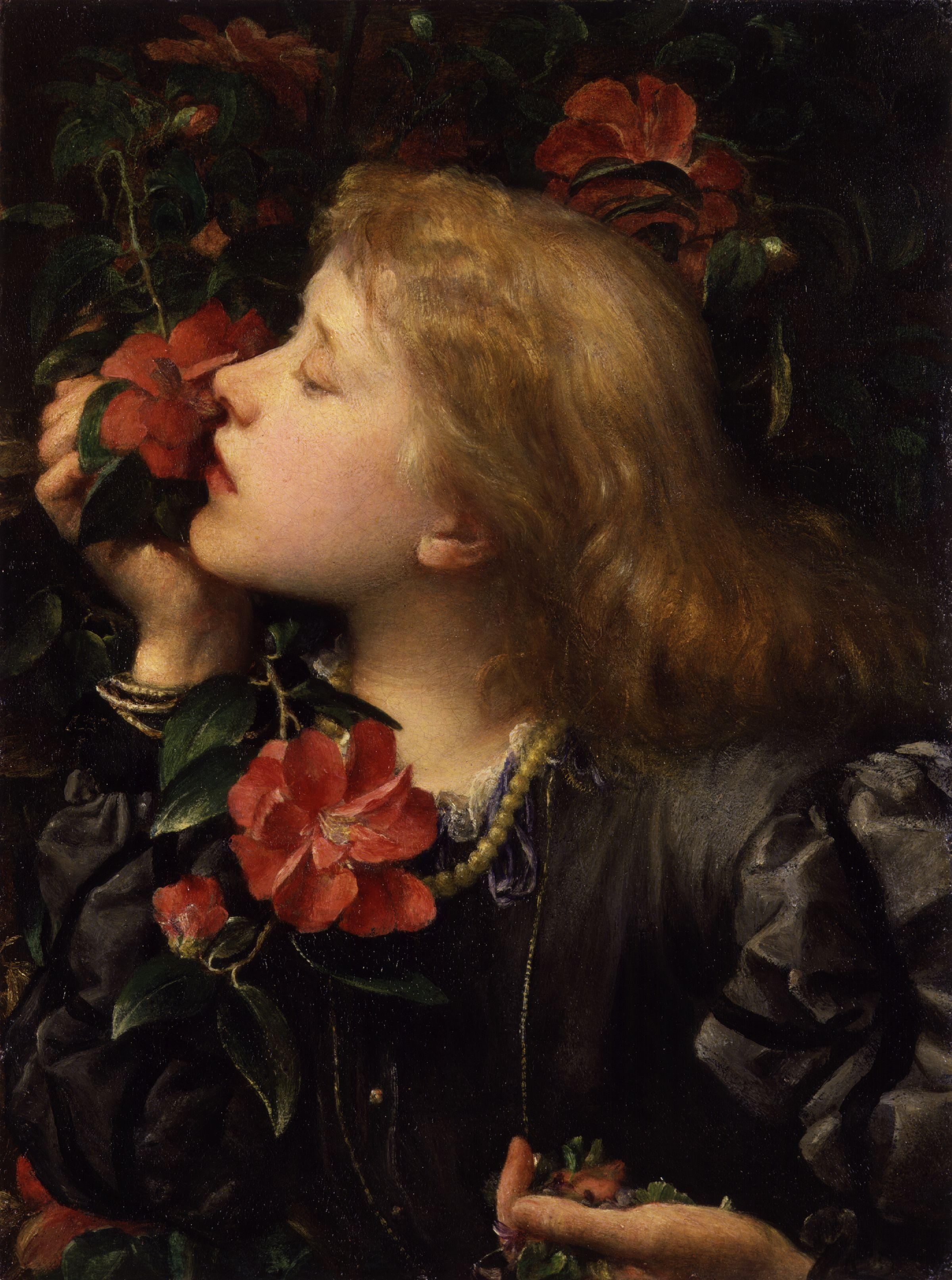
A atriz inglesa Ellen Terry se casou aos dezesseis anos com George Frederic Watts que tinha na época 46 anos de idade, um casamento de seus pais pensaram ser vantajoso, mais tarde, ela disse que se sentia desconfortável em ser uma noiva ainda criança.Terry faleceu com a idade de 81, em 1928.

A sensação de insegurança social tem sido a causa de casamentos de crianças em todo o mundo. Por exemplo, no Nepal, os pais temem o estigma social se jovens adultas (acima de 18 anos) continuam na casa dos pais. Outros medos como crime como o estupro, que não só seria traumático, mas pode levar a uma menor aceitação da menina, se ela se torna vítima de um crime. Em outras culturas, o medo é que uma moça solteira possa se envolver em relações ilícitas, ou fuja de casa, causando uma mancha social permanente para seus irmãos, ou que a família que for pobre seja incapaz de encontrar solteiros adultos para meninas de seu grupo social econômico. Esses medos e pressões sociais têm sido propostos como causas que levam a casamentos infantis.
A pobreza extrema, em muitos casos, faz com que os adolescentes se sentam como um fardo econômico para uma família pobre, o casamento precoce é uma forma de reduzir a carga econômica. Pais pobres têm poucas alternativas para as meninas na família e muitas vezes veem o casamento infantil como um meio para garantir a segurança financeira de sua filha e para reduzir a carga econômica de um adulto crescido na família. Nas revisões da história da comunidade judaica, os estudiosos afirmam que  pobreza, falta de noivos, condições sociais e econômicas incertas foram motivos para casamentos infantis freqüentes.

### Religião, direito civil e casamento infantil
As leis em muitos países permitem o casamento de crianças, que é o casamento de meninas e meninos com menos de 18 anos de idade. A idade mínima legalmente é inferior a 15 em alguns países. Tais leis não são nem se limitam aos países em desenvolvimento, nem a religião do Estado. Na Europa, por exemplo, o Direito Católico Canônico estabelece 14 anos como a idade mínima para o casamento de meninas, assim como a Espanha, com a permissão de um guardião legal.
Uma menor idade de casamento legalmente aceite não causa necessariamente altas taxas de casamentos de crianças. No entanto, existe uma correlação entre as restrições impostas por leis e a idade média do primeiro casamento. Nos Estados Unidos, conforme os dados do Censo de 1960 , 3,5% das meninas casaram-se antes dos 16 anos, enquanto um adicional de 11,9% casaram entre 16 e 18 anos. Estados com limites de idade de casamento mais baixos têm  percentagens mais elevadas de casamentos de crianças. Essa correlação entre o aumento da idade do casamento no direito civil e a freqüência observada de casamentos infantis quebra em países com o Islã como religião de Estado. Nas nações islâmicas, muitos países não permitem o casamento infantil de meninas sob seu código civil de leis. Mas, o Estado reconhece as leis da Xaria,  e  os tribunais religiosos em todas essas nações têm o poder de se sobrepor ao código civil, o que muitas vezes fazem. A UNICEF relata que os cinco principais países do mundo com maiores taxas de casamento infantil observadas - Níger (75%), Chade (72%), Mali (71%), Bangladesh (64%), Guiné (63%) - são países de maioria islâmica.
Muçulmanos no Iêmen,  Arábia Saudita,  Índia, Bangladesh, Paquistão, Indonésia, Egito, Nigéria, Irão e em outros lugares insistem que é seu direito islâmico se casar com menores. Aquando da  revolução islâmica no Irão, Khomeini baixou imediatamente a data de casamento para as mulheres para os 9 anos de idade. O exemplo de Maomé é habitualmente invocado: de acordo com vários hádices, Maomé casou-se com Aixa, sua terceira esposa, quando tinha 6 anos de idade, e consumou o casamento quando atingiu a idade de 9. (Sahih Muslim Livro 008, números 3309, 3310. 3311; Livro 31 , número 5981; Sahih Bukhari volume 5:58:236; 5.58:234; volume 7, livro 62, números 6, 64,65, 88 e outros)

### Política e relações financeiras
Os casamentos de crianças pode depender de status sócio-econômico. A aristocracia em algumas culturas, como na União Europeia feudal tendiam a usar o casamento infantil como um método para proteger laços políticos. As famílias foram capazes de cimentar laços políticos e/ou financeiros ao fazer filhos se casarem.

## O casamento infantil por região

### África
De acordo com a UNICEF, a África tem as maiores taxas de incidência de casamento infantil, com mais de 70% das meninas se casando com idade inferior a 18 anos, em três nações. Este relatório da UNICEF é baseado em dados que derivam de uma pequena pesquisa de amostra entre 1995 e 2004, e a taxa atual é desconhecida dada a falta de infra-estrutura e em alguns casos, a violência regional.

### Ásia

#### Índia
De acordo com o relatório da UNICEF "Situação das Crianças no mundo-2009", 47% das mulheres com idades entre 20-24 da Índia se casaram antes da idade legal de 18 anos, com 56% se casando antes dos 18 anos em áreas rurais.

#### Paquistão
De acordo com dois relatórios de 2013, mais de 50% de todos os casamentos no Paquistão envolvem meninas com menos de 18 anos de idade. O número exato de casamentos de crianças no Paquistão abaixo de 13 anos de idade é desconhecida, mas crescente, segundo as Nações Unidas. Andrew Bushell afirma que a taxa de casamento de meninas de 8 a 13 anos são superiores a 50% nas regiões noroeste do Paquistão.

#### Bangladesh
As taxas de casamento infantil em Bangladesh estão entre as mais altas do mundo. A cada 3 casamentos, 2 envolvem casamentos infantis. De acordo com estatísticas de 2005 45% das mulheres casadas aos 25 e 29 anos se casaram aos 15 anos de idade em Bangladesh. De acordo com o relatório "Situação das Crianças do mundo-2009", 63% das mulheres com idades entre 20-24 todos se casaram antes da idade de 18 anos.

#### Nepal
Um documento de discussão da UNICEF determinou que 79,6% das jovens muçulmanas no Nepal, 69,7% das meninas que vivem em regiões montanhosas, independentemente de religião e 55,7% das meninas que vivem em outras áreas rurais, se casaram antes da idade de 15. As meninas que nasceram no quintil mais alto e de maior riqueza casaram-se com cerca de dois anos mais tarde do que as dos outros quintis.

### Oriente Médio
Um relatório de 2013 afirma que 53% de todas as mulheres casadas no Afeganistão se casaram antes dos 18 anos e 21% de todas se casaram antes dos 15 anos. A idade mínima oficial para casamento de meninas no Afeganistão é de 15, com a permissão de seu pai. Em todas as 34 províncias do Afeganistão, a prática habitual de ba'ad é mais um motivo para os casamentos de crianças, o costume envolve anciãos da aldeia, a jirga, resolução de litígios entre famílias ou dívidas não pagas ou a punição para um crime, forçando a suposta família culpado a aos suas filhas de 5 a 12 anos para ser esposa. Às vezes, uma menina é forçada a se casar ainda criança para suprir o crime de um tio ou parente distante.
No Irã, meninas podem se casar aos 13 anos e os meninos aos 15, menores de 10 podem se casar se seu guardião aprovr. De acordo com um relatório de 2013, cerca de um milhão de crianças, incluindo aquelas com menos de 10 anos, são casados enquanto crianças a cada ano. Cerca de 85% dessas crianças casadas são meninas. Como no Paquistão e no Afeganistão, em alguns casos, as meninas são casadas para resolver disputas entre famílias.
Mais da metade das meninas no Iêmen se casam antes dos 18 anos, algumas com oito anos de idade. O Comitê Legislativo da Sharia do governo do Iêmen bloqueou tentativas de aumentar a idade mínima de casamento para 15 ou 18, em razão de que qualquer lei que estabelece idade mínima para as meninas é anti-islâmica. Ativistas muçulmanos iemenitas afirmam que algumas meninas estão prontas para o casamento aos nove anos de idade. Segundo a HRW (Observadores dos Diretos Humanos), em 1999, a idade mínima de 15 para as meninas foi abolida, o início da puberdade interpretado pelos conservadores como sendo na idade de nove anos, se tornou um requisito para a consumação do casamento. Na prática, a "lei iemenita permite que meninas de qualquer idade se casm, mas proíbe o sexo até o tempo indefinido quando elas estiverem 'adequadas para uma relação sexual".
Em abril de 2008, Nujood Ali, uma menina de 10 anos de idade, obteve com sucesso um divórcio depois de ser estuprada sob essas condições. Seu caso levou a inúmeros pedidos para aumentar a idade legal para o casamento para 18 anos. Mais tarde, em 2008, o Conselho Supremo para a Maternidade e Infância propôs definir a idade mínima para o casamento em 18 anos. A lei foi aprovada em abril de 2009, votada para a idade de 17 anos. Mas a lei foi retirada no dia seguinte após manobra por parte dos parlamentares da oposição, as negociações para aprovar a legislação continuam. Enquanto isso, os iemenitas inspirados pelos esforços de Nujood continuam a forçar a mudança.
A prevalência generalizada de casamento infantil no Reino da Arábia Saudita tem sido documentada por grupos de direitos humanos. Clérigos sauditas têm justificado o casamento de meninas de 9, com a sanção do Poder Judiciário. Não existem leis em vigor que definem a idade mínima de consentimento na Arábia Saudita, apesar de rascunhos para possíveis leis terem sido criados desde 2011.
Uma pesquisa realizada pela Fundo das Nações Unidas para a População indica que 28,2% dos casamentos na Turquia - quase um em cada três - envolvem meninas menores de 18 anos.

## Oceania

### Indonésia

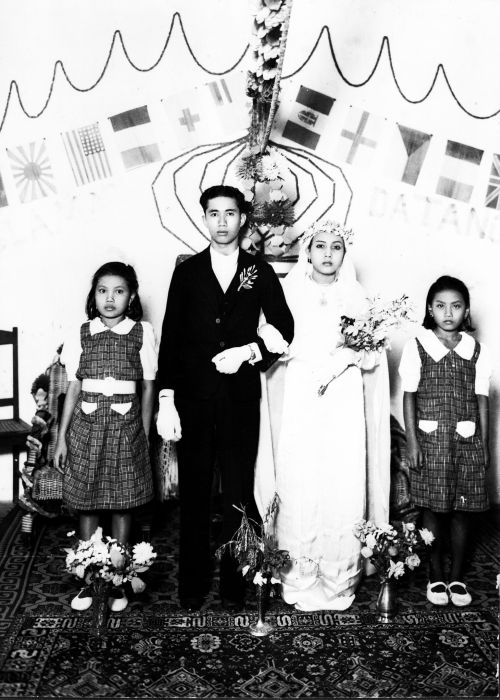
Um jovem casal depois de celebrar seu casamento na Indonésia, cerca de 1939

ACerca de 22% das meninas indonésias se casam ainda crianças e 12% antes dos 15 anos, de acordo com relatório 2012 do Fundo de População das Nações Unidas. Há relatos de clérigos muçulmanos aliciando várias esposas ainda menores de idade, algumas com menos de 12 anos de idade. O Ministério Público da Indonésia tentou acabar com esta prática, exigindo penas de prisão para esses clérigos, no entanto, os tribunais locais emitiram sentenças muito brandas.

## América Latina
O casamento infantil é comum na América Latina e nações insulares do Caribe, cerca de 29% das meninas são casadas antes dos 18 anos. As taxas de incidência de casamento infantil variam entre os países, com República Dominicana, Honduras, Brasil, Guatemala, Nicarágua, Haiti e Equador relatando  alguns dos mais altos índices nas Américas. A Bolívia e a Guiana mostraram a queda mais acentuada das taxas de casamento infantil desde 2012. A pobreza e a falta de leis que exigem a idade mínima para o casamento têm sido citados como motivos do casamento infantil na América Latina.

### Brasil
Em números absolutos, o Brasil ocupa a quarta posição no ranking internacional de casos de casamento infantil e está entre os cinco países da América Latina e Caribe com maior incidência de casos. De acordo com um relatório produzido pelo Banco Mundial, essa realidade atinge mais de 554 mil meninas de 10 a 17 anos no Brasil, sendo que mais de 65 mil delas se casam entre 10 e 14 anos de idade. 
Em 2019, foi sancionada a Lei 13.811/19 que determinar que menores de 16 anos são proibidos de se casar, sob qualquer circunstância.

## Consequências do casamento infantil

Taxas de natalidade por 1.000 mulheres com idades entre 15-19 anos, em todo o mundo.

O casamento infantil tem consequências duradouras sobre as meninas, que duram muito além da adolescência. As mulheres casadas na adolescência ou mais cedo, lutam com os efeitos na saúde de engravidar em uma idade jovem e, muitas vezes, em curto espaçamento entre as crianças. O casamentos precoce seguido por gravidez na adolescência também aumentam significativamente complicações de parto e isolamento social. Em países pobres, a gravidez precoce limita ou pode até eliminar opções de educação o que afeta a independência econômica das mulheres. Meninas em casamentos são mais propensaos a sofrerem violência doméstica, abuso sexual infantil, e estupro marital.

### Saúde
O casamento infantil ameaça a saúde e a vida das meninas. As complicações da gravidez e do parto são a principal causa de morte entre as adolescentes menores de 19 anos nos países em desenvolvimento. As meninas com idades compreendidas entre os 15 e os 19 anos são duas vezes mais propensas a morrer no parto do que mulheres com 20 e as meninas com menos de 15 anos são cinco a sete vezes mais propensas a morrerem durante o parto. São devidas em grande parte à imaturidade física das meninas onde a pélvis e o canal de parto não estão totalmente desenvolvidos. A gravidez na adolescência, particularmente abaixo de 15 anos, aumenta o risco de desenvolver fístula obstétrica, uma vez que suas pélvis menores as tornam propensas ao parto obstruído. Meninas que dão à luz antes dos 15 anos de idade têm um risco de 88% de desenvolver fístulas. Uma fístula deixa suas vítimas com  incontinência fecal ou urinária, que causa complicações ao longo da vida com infecção e dores. A menos que cirurgicamente reparadas, fístulas obstétricas podem causar anos de incapacidade permanente, vergonha para as mães, e podem resultar em ser evitada pela comunidade. As meninas casadas também têm um risco aumentado de DST, câncer do colo do útero e malária do que meninas não casadas ou que se casam com 20 anos de idade.
O casamento infantil não só ameaça a saúde da mãe, mas também ameaça a vida daos filhos. As mães com idade inferior a 18 anos têm 35% a 55% de risco aumentado de parto prematuro ou ter um bebê do baixo peso ao nascer do que uma mãe que tem 19 anos de idade. Além disso, as taxas de mortalidade infantil são 60% maiores quando a mãe tem menos de 18 anos. Os bebês nascidos de mães infantis tendem a ter sistemas imunológicos mais fracos e enfrentam um risco aumentado de desnutrição.
A prevalência do casamento infantil também pode estar associada a taxas mais altas de crescimento populacional, mais casos de crianças deixadas órfãs e à propagação acelerada de doenças.

### Analfabetismo e pobreza
O casamento infantil muitas vezes interrompe a educação das meninas, particularmente nos países pobres onde os casamentos de crianças são comuns. Além disso, meninas sem educação estão em maior risco de casamento infantil. As meninas que têm apenas uma educação primária têm duas vezes mais probabilidades de se casar antes dos 18 anos do que as que têm um ensino secundário ou superior e as meninas sem educação têm três vezes mais probabilidades de se casarem antes dos 18 anos do que as que têm um ensino secundário. O casamento tão cedo impede a habilidade de uma menina em continuar com sua instrução e a maioria deixa de frequentar a escola após o casamento para concentrar sua atenção em tarefas domésticas e ter ou criar filhos. As meninas podem ser tiradas da escola antes que estejam casadas devido à opinião da família ou da comunidade de que a alocação de recursos para a instrução das meninas é desnecessária dado que seus papéis preliminares serão de esposa e mãe. Sem educação, as meninas e mulheres adultas têm menos oportunidades de ganhar uma renda e de proverem financeiramente para si mesmas e para os seus filhos. Isto torna as meninas mais vulneráveis à pobreza persistente se os seus cônjuges morrem, abandonam ou divorciam-se. Dado que as meninas em casamento infantil são muitas vezes significativamente mais jovens do que seus maridos, elas se tornam viúvos mais cedo e podem enfrentar desafios econômicos e sociais associados na maior parte de sua vida do que as mulheres que se casam mais tarde.

### Violência doméstica
Adolescentes casadas com baixos níveis de educação sofrem maior risco de isolamento social e violência doméstica do que mulheres mais educadas que se casam como adultos. Após o casamento, as meninas freqüentemente se mudam para casa do marido e assumem o papel doméstico de ser uma esposa, que muitas vezes envolve a deslocalização para outra aldeia ou área. Esta transição pode resultar em abandonar a escola, afastar-se de sua família e amigos e uma perda do apoio social teve um dia. A família de um marido pode também ter expectativas mais elevadas para a submissão da menina ao marido e à família por causa de sua juventude.
As grandes diferenças de idade entre a criança e seu cônjuge a tornam mais vulnerável à violência doméstica e ao estupro marital Meninas que se casam enfrentam violência conjugal grave e têm risco de vida a taxas mais altas. Maridos em casamentos deinfantis são muitas vezes mais de dez anos mais velhos do que suas esposas. Isso pode aumentar o poder e o controle que o marido tem sobre sua esposa e contribuir para a prevalência da violência conjugal.O casamento precoce coloca as meninas em uma situação vulnerável de estar completamente dependente de seu marido. A violência doméstica e sexual de seus maridos tem conseqüências de saúde mental devastadoras e duradouras para as meninas porque elas estão numa fase formativa de desenvolvimento psicológico. Essas conseqüências na saúde mental  podem incluir depressão e pensamentos suicidas.